# Alexander Cools
Pour les articles homonymes, voir Cools (homonymie).
Alexander « Lex » Rudolf Cools (1941 - 14 septembre 2013) est un pharmacologue comportementaliste néerlandais.

## Biographie
Alexander Cools a obtenu son doctorat sous la supervision de Jacques van Rossum et Jo Vossen en 1973 à l'université Radboud de Nimègue, où il a été professeur de 1985 jusqu'à sa retraite en 2006,. En 2014, un numéro spécial de la revue scientifique Behavioural Pharmacology (en) a été dédié à sa mémoire. Cools était l'un des fondateurs du European Behavioural Pharmacology Society et en était son deuxième président. En 2003 il a reçu la Distinguished Achievement Award de cette société. En 1976, Cools était le premier à proposer l'existence de différents types de récepteurs de la dopamine, une hypothèse globalement correcte, mais qui initialement a été généralement rejeté. Outre son travail sur la dopamine, Cools est surtout connu pour son travail sur les ganglions de la base,,.